# Paweł Łukaszewski
Paweł Wojciech Łukaszewski (ur. 19 września 1968 w Częstochowie) – polski kompozytor, dyrygent, pedagog i organizator życia muzycznego. Od 2016 prorektor Uniwersytetu Muzycznego Fryderyka Chopina w Warszawie.

## Przebieg działalności zawodowej

### Wykształcenie
Absolwent Państwowego Liceum Muzycznego w Częstochowie, które ukończył z wyróżnieniem w klasie wiolonczeli Grzegorza Janusza. Konsultacji w zakresie kompozycji udzielał mu Bolesław Ocias. Wyższe studia muzyczne odbył w latach 1987–1995 w Akademii Muzycznej im. Fryderyka Chopina w Warszawie w klasie wiolonczeli Andrzeja Wróbla (dyplom 1992) oraz w klasie kompozycji Mariana Borkowskiego (dyplom 1995). Odbył także studia podyplomowe w Studium Menedżerów Kultury przy Uniwersytecie Adama Mickiewicza w Poznaniu (1993–1994) oraz Podyplomowe Studium Dyrygentury Chóralnej przy Akademii Muzycznej im. Feliksa Nowowiejskiego w Bydgoszczy (1994–1996). Wiedzę z zakresu kompozycji uzupełniał na licznych kursach mistrzowskich, m.in. w Kazimierzu Dolnym, Krakowie, Gdańsku.
W 2000 roku uzyskał stopień doktora sztuk muzycznych w zakresie kompozycji, a w 2006 stopień doktora habilitowanego. Od grudnia 2010 pracuje na stanowisku profesora naukowo-dydaktycznego.
28 lipca 2014 odebrał nominację na profesora sztuk muzycznych z rąk Prezydenta Rzeczypospolitej Polskiej Bronisława Komorowskiego.
9 lutego 2018 w Operze i Filharmonii Podlaskiej obchodził dwa jubileusze: 50-lecie urodzin i 25-lecie pracy artystycznej.
W 2019 został członkiem Rady Doskonałości Naukowej I kadencji.

### Działalność pedagogiczna
Paweł Łukaszewski prowadzi działalność pedagogiczną od 1996 roku w Katedrze Kompozycji Uniwersytetu Muzycznego Fryderyka Chopina w Warszawie. Początkowo zatrudniony był na stanowisku asystenta, a od 2001 jest adiunktem. Od 2002 pełni funkcję kierownika Pracowni Kontrapunktu. Pełnił również funkcję sekretarza Katedry Kompozycji, której od 2015 roku jest kierownikiem. Prowadzi zajęcia z propedeutyki kompozycji i kontrapunktu na Wydziale Kompozycji, Dyrygentury i Teorii Muzyki oraz na Wydziale Edukacji Muzycznej.
W 2003 roku prowadził wykłady w uniwersytetach chilijskich: Pontificia Universidad Católica de Valparaiso; Universidad de Playa Ancha (Valparaiso), Universidad de Chile (Santiago de Chile), Pontificia Universidad Católica de Chile (Santiago de Chile).
W 2016 roku został wybrany na stanowisko prorektora Uniwersytetu Muzycznego Fryderyka Chopina na kadencję 2016–2020.

### Działalność kompozytorska
Komponuje przede wszystkim muzykę sakralną. Jego utwory były wykonywane w kraju i za granicą, podczas licznych festiwali i koncertów (przede wszystkim muzyki sakralnej i chóralnej), z których najważniejsze to: Międzynarodowy Festiwal Muzyki Sakralnej „Gaude Mater” w Częstochowie, Muzyka w Starym Krakowie, Wratislavia Cantans. Zostały zarejestrowane na ponad siedemdziesięciu polskich i zagranicznych płytach CD, wydanych m.in. przez Hyperion (dwie płyty autorskie), Acte Préalable, Polskie Nagrania Edition, DUX, Musica Sacra Edition, Signum Records. Około pięćdziesiąt kompozycji ukazało się drukiem w ChesterNovello, PWM, Edition Ferrimontana, Edizioni Carrara, Lorenz Corporation i Choris Mundi.
Za granicą jego utwory prezentowano m.in. w Anglii, Belgii, Białorusi, Chile, Chinach, Czechach, Danii, Francji, Grecji, Hiszpanii, Islandii, Izraelu, Kanadzie, Korei Południowej, Litwie, Luksemburgu, Mołdawii, Monaco, Niemczech, Rosji, Szwajcarii, Szwecji, Ukrainie, USA, Watykanie, Włoszech.

### Działalność dyrygencka
Obok działalności kompozytorskiej i pedagogicznej, Paweł Łukaszewski zajmuje się także działalnością dyrygencką. W latach 1987–2002 związany był z Chórem Uniwersytetu Kardynała Stefana Wyszyńskiego w Warszawie, początkowo jako członek zespołu, a następnie jako jego drugi dyrygent. Odbył szereg tournèes zagranicznych i brał udział w nagraniach ponad 20 płyt kompaktowych. Od 1999 prowadzi własny zespół – Chór Kameralny Musica Sacra, a od stycznia 2005 jest dyrektorem artystycznym i dyrygentem Chóru Katedry Praskiej (Warszawa-Praga).

### Działalność organizatorska
Prowadzi aktywną działalność organizacyjną, animatorską i popularyzatorską. Jest członkiem Związku Kompozytorów Polskich, Stowarzyszenia Autorów ZAiKS, prezesem Stowarzyszenia Musica Sacra oraz sekretarzem Stowarzyszenia Laboratorium Muzyki Współczesnej. Zasiada w Radzie Artystycznej Międzynarodowego Festiwalu Muzyki Sakralnej Gaude Mater w Częstochowie, Radzie Akademii Fonograficznej Nagrody „Fryderyk”, Komisji Kultury i Edukacji Polskiego Komitetu Olimpijskiego. Ponadto jest dyrektorem organizacyjnym Festiwalu Laboratorium Muzyki Współczesnej, a także pomysłodawcą i organizatorem Międzynarodowego Konkursu Młodych Kompozytorów Musica Sacra w Częstochowie. W latach 2001–2002 pełnił funkcję redaktora naczelnego miesięcznika „Muzyka 21”. Brał także udział w pracach jury konkursów kompozytorskich, m.in. Konkursu Kompozytorskiego Musica Sacra (od 1995), Konkursu Kompozytorskiego na utwór organowy w Warszawie (2001), Konkursu Kompozytorskiego dla Studentów Akademii Muzycznych (2001–2002), Konkursu Kompozytorskiego „Vere Passio” (2004) oraz Jury Nagrody Prezydenta Miasta Częstochowy (1998–2002).

## Życie prywatne
Syn Marii Łukaszewskiej i kompozytora Wojciecha Łukaszewskiego. Brat Marcina Łukaszewskiego.

## Utwory
- Gaudium et spes na sopran, chór mieszany i orkiestrę (1997)
- I Symfonia Symphony of Providence na sopran, mezzosopran, baryton i orkiestrę (1997–2008)
- Divertimento na orkiestrę smyczkową (2000)
- Elogium  – pomordowanym w Katyniu na baryton, wiolonczelę solo, dzwony i orkiestrę smyczkową (2002)
- Exsultet na sopran, mezzosopran, chór żeński i orkiestrę (2003)
- Sinfonietta per archi (2004)
- Messa per voci e fiati na chór mieszany i oktet instrumentów dętych drewnianych lub na chór mieszany i organy (2004/2005)
- II Symfonia Festinemus amare homines na dwa soprany, dwa chóry mieszane, dwa fortepiany i orkiestrę (2005)
- Adagietto na orkiestrę smyczkową (2006/2009)
- Luctus Mariae na sopran, mezzosopran (lub kontratenor), chór żeński, klawesyn (lub małe organy) i orkiestrę smyczkową (2010)
- Missa de Maria a Magdala (Missa bremgartensis) na sopran, baryton solo, chór, organy i orkiestrę (2010)
- III Symfonia Symphony of Angels na sopran solo, chór i orkiestrę (2010)
- Litania de Sanctis Martyribus na sopran, skrzypce (lub wiolonczelę), chór mieszany i orkiestrę (2003/2013)
- Requiem na sopran, baryton, chór mieszany i orkiestrę kameralną (2013/2014)

## Nagrody i wyróżnienia
Jest laureatem szeregu nagród i wyróżnień uzyskanych na krajowych i zagranicznych konkursach kompozytorskich.
- 1988: I nagroda na Konkursie w Łomży
- 1988: wyróżnienie na Konkursie na utwór o treści religijnej w Krakowie
- 1994: II nagroda na II Forum Młodych Kompozytorów w Krakowie
- 1994: wyróżnienie na Konkursie im. Tadeusza Bairda w Warszawie
- 1994: I nagroda na Konkursie Akademii Muzycznej im. Fryderyka Chopina w Warszawie
- 1996: wyróżnienie na Konkursie Kompozytorskim im. Feliksa Nowowiejskiego w Warszawie
- 1996: II nagroda na Konkursie im. Adama Didura w Sanoku
- 1998: II nagroda na 27 Międzynarodowym Konkursie Florilege Vocal de Tours we Francji
- 1995: Nagroda Prezydenta Miasta Częstochowy za twórczość kompozytorską i jej artystyczną dojrzałość
- 1998: Krzyż Kawalerski Orderu Odrodzenia Polski
- 1998: Medal za zasługi i nagroda Kanclerza Bałtyckiej Wyższej Szkoły Humanistycznej w Koszalinie
- 1999: Nagroda Fryderyk ’99 za płytę Kwartetu Dafô z nagraniem m.in. jego Kwartetu smyczkowego
- 2003: dwie III nagrody ex aequo na Konkursie Kompozytorskim „Pro Arte” we Wrocławiu
- 2005: Nagroda Rektora AMFC
- 2005: Nagroda Fryderyk za album trzypłytowy
- 2006: Nagroda św. Brata Alberta za wybitne osiągnięcia kompozytorskie, dyrygenckie i organizacyjne
- 2006: Nagroda Miasta St. Quentin za najlepsze wykonanie muzyki współczesnej na VII Międzynarodowym Konkursie Chórów Katedralnych we Francji
- 2008: Nagroda Fryderyk za autorską płytę Sacred music; z Chórem Katedry Warszawsko-Praskiej „Musica Sacra”[15]
- 2011: Brązowy Medal „Zasłużony Kulturze Gloria Artis”[16][17]
- 2011: Nagroda Prymasa Polski
- 2012: Nagrody Fryderyk w kategoriach:
  - „Album Roku – Muzyka Chóralna i Oratoryjna” za płytę Łukaszewski & Bembinow: Kolędy i pastorałki
  - „Album Roku – Muzyka Współczesna” za płytę New Polish Music for Choir
- 2013: Nagroda Fryderyk w kategorii „Artysta Roku”
- 2014: Nagroda im. Jerzego Kurczewskiego
- 2014: Medal Pro Masovia
- 2014: Nagroda „Złotego Orfeusza” – Orphee d’Or za płytę Missa di Maria a Magdala i za najlepsze nagranie muzyki sakralnej[18]
- 2015: Nagroda Fryderyk w kategorii „Album Roku – Muzyka Kameralna” za płytę Paweł Łukaszewski Musica Sacra 5[19]
- 2016: Nagrody Fryderyk w kategoriach[20]:
  - „Album Roku – Muzyka Chóralna, Oratoryjna i Operowa” za płytę DVD Musica caelestis
  - „Album Roku – Muzyka Współczesna” za płytę DVD Symphony for Providence
- 2017: Nagrody Fryderyk w kategoriach[21]:
  - „Album roku – muzyka kameralna” za płytę Musica Profana 1
  - „Album roku – muzyka współczesna” za krążek IV Symfonia – Symfonia o Bożym Miłosierdziu
- 2018: Nagroda 100-lecia ZAiKS-u[22]
- 2018: Nominacja do Nagrody Fryderyk w dwóch kategoriach: Album roku muzyka współczesna i Najwybitniejsze Nagranie Muzyki Polskiej za płytę Paweł Łukaszewski – Motets, wykonawcy Polski Chór Kameralny pod dyrekcją Jana Łukaszewskiego[23]
- 2020: Medal Per Artem ad Deum[24]
- 2021: Srebrny Medal „Zasłużony Kulturze Gloria Artis”[16]
- 2023: Nagroda Totus Tuus w kategorii „Osiągnięcia w dziedzinie kultury chrześcijańskiej”[25]
- 2025: Krzyż Oficerski Orderu Odrodzenia Polski[26]